# اوسیشا
اوسیشا (به لاتین: Usisha) یک منطقهٔ مسکونی در روسیه است که در شهرستان آگولسکی واقع شده‌است.